# Coscinasterias tenuispina
La stella marina variabile o stella marina spinosa minore (Coscinasterias tenuispina Lamarck, 1816) è un echinoderma della famiglia degli Asteriidae, comune nel Mar Mediterraneo.

## Caratteristiche
Forma irregolare con braccia in numero variabile, da 6 a 12 (di solito 7), di diametro fino a 20-25 centimetri. Il corpo è caratterizzato da spine, di colore variabile bianco, grigio, marrone, rosso e talvolta azzurro.

## Distribuzione
Comune nel Mar Mediterraneo e nell'Oceano Atlantico orientale, su fondali rocciosi ricchi di alghe o sulla Posidonia oceanica fino a 100 metri.

## Specie affini
Si può confondere con Marthasterias glacialis.